# Melolontha

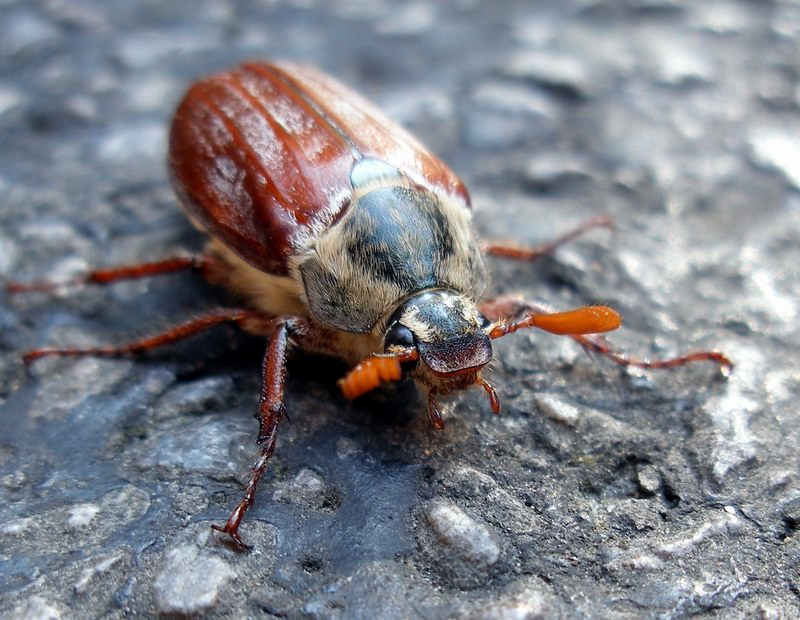
Májusi cserebogár (Melolontha melolontha)

A Melolontha a rovarok (Insecta) osztályának a bogarak (Coleoptera) rendjébe, ezen belül a mindenevő bogarak (Polyphaga) alrendjébe és a ganajtúrófélék (Scarabaeidae) családjába tartozó nem.

## Rendszerezés
A nembe az alábbi 63 faj tartozik:
- Melolontha aceris Faldermann, 1835
- Melolontha aeneicollis Bates, 1891
- Melolontha afflicta Ballion, 1870
- Melolontha albida Frivaldszky, 1835
- Melolontha albopruinosa Fairmaire, 1878
- Melolontha anita Reitter, 1902
- Melolontha carinata (Brenske, 1896)
- Melolontha chinensis (Guérin-Méneville, 1838)
- Melolontha ciliciensis Petrovitz, 1962
- Melolontha clypeata Reitter, 1887
- Melolontha cochinchinae Brenske, 1894
- Melolontha costata Nonfried, 1891
- Melolontha costipennis Fairmaire, 1889
- Melolontha cuprescens Blanchard, 1871
- Melolontha davidis Fairmaire, 1878
- Melolontha excisicauda Balthasar, 1936
- Melolontha flabellata Sharp, 1876
- Melolontha frater Arrow, 1913
- Melolontha furcicauda Ancey, 1881
- Melolontha gussakovskii Medvedev, 1945
- Melolontha guttigera Sharp, 1876
- erdei cserebogár (Melolontha hippocastani) Fabricius, 1801
- Melolontha incana Motschulsky, 1853
- Melolontha indica Hope, 1831
- Melolontha insulana Burmeister, 1939
- Melolontha japonica Burmeister, 1855
- Melolontha javanica Keith & Li, 2005
- Melolontha kraatzi Reitter, 1906
- Melolontha macrophylla Fischer von Waldheim, 1830
- Melolontha malaccensis (Moser, 1914)
- Melolontha mandarina Fairmaire, 1878
- Melolontha masafumii Nomura, 1952
- Melolontha medvedevi Kryzhanovskij, 1978
- májusi cserebogár (Melolontha melolontha) (Linnaeus, 1758) - típusfaj
- Melolontha minima Kobayashi, 1985
- Melolontha nepalensis (Blanchard, 1851)
- Melolontha opaca Billberg, 1820
- Melolontha papposa Illiger, 1803
- hamvas cserebogár (Melolontha pectoralis) Megerle von Mühlfeld, 1812
- Melolontha permira Reitter, 1887
- Melolontha phupanensis Keith, 2008
- Melolontha pinguis Walker, 1859
- Melolontha pseudofurcicauda Keith, 2008
- Melolontha reichenbachi Keith, 2008
- Melolontha rufocrassa Fairmaire, 1889
- Melolontha sanghaiana (Brenske, 1896)
- Melolontha sardiniensis Drumont, Muret, Hager & Penner, 1999
- Melolontha satsumaensis Nijima & Kinoshita, 1923
- Melolontha sculpticollis Fairmaire, 1891
- Melolontha setifera Li, Yang & Wang, 2010
- Melolontha shanghaiana (Brenske, 1896)
- Melolontha siamensis Nonfried, 1891
- Melolontha taihokuensis Niijima & Kinoshita, 1923
- Melolontha tamina Nomura, 1964
- Melolontha tarimensis Semenov, 1896
- Melolontha taygetana Rey, 1999
- Melolontha tenuicauda Fairmaire, 1896
- Melolontha tricostata Brenske, 1903
- Melolontha umbraculata Burmeister, 1855
- Melolontha virescens (Brenske, 1896)
- Melolontha weyersi (Brenske, 1900)
- Melolontha wushana Nomura, 1977
- Melolontha zervaschanica Protzenko, 1974

### Fordítás
- Ez a szócikk részben vagy egészben  a   Melolontha című angol Wikipédia-szócikk ezen változatának fordításán alapul.  Az eredeti cikk szerkesztőit annak laptörténete sorolja fel. Ez a jelzés csupán a megfogalmazás eredetét és a szerzői jogokat jelzi, nem szolgál a cikkben szereplő információk forrásmegjelöléseként.